# Calthropellidae
Los caltropélidos (Calthropellidae) son una familia de demosponjas perteneciente a la orden Astrophorida.

## Géneros
Calthropella